# La Croix l'hebdo
La Croix l'hebdo est un magazine hebdomadaire français édité par La Croix (Groupe Bayard), créé en 2019.

## Historique
En 2017, Pascal Ruffenach, président du directoire du groupe Bayard, annonce que le quotidien catholique La Croix travaille sur la création d’un magazine hebdomadaire d’actualité,. Initialement prévu pour l'automne 2018, le lancement de l'hebdomadaire est finalement lancé en octobre 2019 avec l’ambition de proposer, sur une soixantaine de pages, « un temps de respiration pour des lecteurs bombardés d’informations tout au long de la semaine » comme l'explique sa directrice de la rédaction.
Le magazine, qui remplace l'édition du week-end de La Croix, entend conjurer le déclin des ventes du quotidien catholique et rajeunir son lectorat.
En novembre 2022, La Croix revendique 83 200 abonnés dont 10 700 pour L’Hebdo seul.

## Directeurs de la rédaction
- depuis 2019 : Anne Ponce.

## Annexe